# إيمان سلطان
إيمان سلطان، كاتبة مسلسلات كويتية. كان أول تجربة لها في عالم تاليف المسلسلات من خلال مسلسل الورثة الذي قدمتها عام 2009.

## تاليف
| تاريخ الانتاج | المسلسل               |
| ------------- | --------------------- |
| 2009          | الورثة                |
| 2011          | علمني كيف أنساك       |
| 2012          | امرأة تبحث عن المغفرة |
| 2012          | مجموعة إنسان          |
| 2012          | هجر الحبيب            |
| 2013          | سر الهوى              |
| 2013          | دور مي                |
| 2013          | لن أطلب الطلاق        |
| 2014          | حب في الأربعين        |
| 2015          | حرب القلوب            |
| 2017          | صوف تحت حرير          |

## روابط خارجية
- إيمان سلطان على موقع قاعدة بيانات الأفلام العربية